# كهوف تشوبار
كهوف تشوبار هي شبكة واسعة من الكهوف الطبيعية بالقرب من قرية تشوبار، والتي تقع على بعد 9 كم جنوب غرب كاتماندو، نيبال.
تم استكشاف هذه الكهوف من قبل فرق بحثية من المملكة المتحدة في عام 1976، تشيكوسلوفاكيا في عام 1980 وألمانيا في عام 1985.

## وصلات خارجية
- Bajracharya transmission in XIth century Chobhar:Bharo 'Maimed Hand's main disciple Vajra-kirti, the translator from Rwa
- Satellite picture of Chobhar